# FlightXPress
Die FlightXPress (FXP) war eine deutschsprachige Zeitschrift über Flugsimulation auf dem PC. Sie erschien seit Januar 1999 monatlich in Deutschland, Österreich, der Schweiz, Benelux, in Italien und anderen europäischen Ländern. Das Magazin wurde Ende 2010 eingestellt und durch die Zeitschrift Flight! ersetzt.

## Geschichte
Die Erstausgabe erschien im Januar 1999. Mit dem rasanten Wachstum des Marktes für Flugsimulation in den letzten Jahren gewann auch die FlightXPress zunehmend an Bedeutung im deutschsprachigen Raum.
Herausgeber war seit der Gründung die FSL Verlagsgesellschaft m.b.H. Die Redaktion befand sich in Hennersdorf bei Wien. Chefredakteur war seit der Gründung bis Mitte 2005 Guido Fritdum; danach hatte der ehemalige stellvertr. Chefredakteur Gerhard Ringhofer die Leitung bis September 2007 inne. Kurzzeitig existierte mit „TakeOff“ ein ähnlich gelagertes Magazin, welches jedoch nach zwei Ausgaben nicht mehr erschien. Mittlerweile gibt es mit dem FS Magazin ein weiteres deutsches Fachblatt in dieser Kategorie. Im englischsprachigen Raum existieren mit PC Pilot und Computerpilot vergleichbare Magazine.

## Übernahme
Im Oktober 2007 wurde die Zeitschrift vom Tox-Media Verlag aus Luxemburg übernommen. Geschäftsführer waren Marc Goergen und Gerhard Ringhofer, welche von Sergio di Fusco als Chefredakteur abgelöst wurden. Seit der Übernahme hatte sich das Erscheinungsbild der Zeitschrift radikal geändert. Erschien die Zeitschrift vorher noch jeden Monat in einer anderen Farbe, so wurde nun das Design und das Layout an modernere Standards angepasst. Dies war wichtig für die Zeitschrift, um ein Erkennungsmerkmal zu schaffen und durch die optisch ansprechendere Titelseite eine größere Leserschaft zu gewinnen.

## Inhalt
Das Magazin behandelte schwerpunktmäßig den Microsoft Flight Simulator (MSFS), aber auch andere Simulatoren wie X-Plane, und für kurze Zeit auch den Microsoft Train Simulator (MSTS).
Den Inhalt umfassen:
- Ankündigungen
- Testberichte zu Software (Add-ons) und Hardware für den MSFS und MSTS (Reviews)
- Flüge zum Nachfliegen im Simulator (Nachflieger)
- Flugtechnische Themen (z. B. NATs)
- Verschiedene Anleitungen (z. B. für das Lackieren oder Erstellen von Flugzeugen) und
- Berichte über Virtuelle Fluggesellschaften

Ab und zu waren auch Berichte von Lesertreffen, DVD und Buchrezensionen enthalten. Von März 2008 bis Ende 2008 beinhaltete die Zeitschrift auch einen Teil zum Thema Real Aviation, der sich mit aktuellen Themen aus der realen Luftfahrt beschäftigt. Dieser Teil wurde jedoch ausgegliedert und vom Verlag wurde ein neues Magazin (Inside Aviation) gegründet, welches die Themen aus Real Aviation behandelt. Außerdem lag für eine längere Zeit auch ein doppelseitiges Poster bei.

## Sonstiges
FlightXPress betrieb ein deutschsprachiges Internetforum, in dem sich Leser untereinander austauschen konnten. Dort wurden auch verwandte Themen behandelt wie z. B. das Nachbauen von Cockpits oder das Erstellen von Software und Add-ons. Als Instrument der Leserbindung wurden regelmäßige Treffen für Leser veranstaltet, die an unterschiedlichen Orten, meist Airports in Deutschland, Österreich und der Schweiz, stattfanden. Im Dezember 2008 feierte die Zeitschrift ihre 100. Ausgabe mit einem neuen Layout. 2009 erschien die FlightXPress dann im 10. Jahrgang. Am 13. Oktober 2010 musste Insolvenz angemeldet werden.